# Union Bank Plaza
Union Bank Plaza es un rascacielos de 157 metros en el centro de Los Ángeles, California. Fue construido entre 1965 y 1968 y tiene 40 pisos. Es el 20.º de edificio más alto en Los Ángeles. Fue el primer rascacielos que se construyó como parte del Proyecto de Reurbanización de Bunker Hill.
|                  |
| Union Bank Plaza |

## Leer más
- Above Los Angeles. San Francisco: Cameron & Company. 1990. ISBN 0-918684-48-X.

- Datos: Q4004762
- Multimedia: Union Bank Plaza / Q4004762